# José Luciano de Castro
José Luciano de Castro Pereira Corte Real (14. prosince 1834 Oliveirinha – 9. března 1914 Anadia) byl portugalský politik a novinář, který třikrát zastával funkci předsedy vlády Portugalska. Byl jedním ze zakladatelů Progresivní strany, jejímž vůdcem byl od smrti Anselma Josého Braamcampa v roce 1885.
Castro byl předsedou vlády během krize kolem Růžové mapy a následného britského ultimáta z roku 1890. Tato krize byla jedním z faktorů, které vedly k pádu portugalské konstituční monarchie 5. října 1910.
Castro zastával funkci předsedy vlády třikrát:
- 20. února 1886 – 14. ledna 1890 (za kralů Ludvíka I. a Karla I.)
- 5. února 1897 – 26. července 1900 (za Karla I.)
- 20. října 1904 – 19. března 1906 (za Karla I.)